# Rachel Dawes
Pour les articles homonymes, voir Rachel et Dawes.
Rachel Dawes est un personnage de fiction créé par David S. Goyer et Christopher Nolan dans le film Batman Begins en 2005.

## Biographie fictive
Rachel Dawes est amie avec Bruce Wayne depuis l'enfance. Son influence a, en partie, amené Bruce à devenir Batman. Sauvée par celui-ci de Falcone puis du Docteur Crane, elle comprend que Batman et Bruce ne font qu'un. Elle fait la promesse à Bruce d'être à ses côtés quand Gotham n'aura plus besoin du chevalier noir.
Rachel entretient ensuite une relation avec le procureur Harvey Dent. Elle et lui sont capturés par des policiers corrompus sur ordre du Joker, et sont enfermés dans deux entrepôts différents, remplis de bidons d'essence. Le Joker indique à Batman l'adresse de chacun des entrepôts et lui laisse le choix de la personne à sauver sachant qu'il n'aura le temps d'en sauver qu'une seule. Cependant, il s'avère qu'il a inversé le nom de celui qui se trouve dans chaque entrepôt. Croyant sauver Rachel, Batman découvre qu'il est à l'entrepôt dans lequel se trouve Harvey Dent, le sauve, et entend Rachel mourir brûlée vive. C'est lors de cet événement qu'Harvey Dent a le visage à moitié carbonisé, et devient Double-Face.
Peu de temps avant sa mort, elle laisse à Bruce, via son majordome Alfred, une lettre dans laquelle elle lui explique qu'elle aime Dent et qu'elle ne sera aux côtés de Bruce qu'en tant qu'amie seulement quand il raccrochera le costume de Batman. Voyant le désespoir du milliardaire à la suite de son décès et le fait qu'il croyait que Rachel l'aimait et voulait passer le restant de ses jours avec lui, Alfred décide de ne pas lui donner cette lettre. Il finira par la brûler.
Huit ans plus tard, Bruce Wayne est toujours hanté par son décès et vit reclus dans son manoir, croyant que sa seule chance d'avoir une vie normale, sans Batman, a disparu avec Rachel. Lorsque Bane attaque Gotham, Bruce décide de réenfiler le costume du chevalier noir ; pour l'arrêter, Alfred lui révèle la vérité à propos de la lettre et des vrais sentiments de Rachel. Cette révélation met à rude épreuve les relations de Bruce avec Alfred, le majordome quittant le manoir, estimant que Wayne court à sa perte en voulant redevenir Batman. Après l'ultime sacrifice de l'homme chauve-souris pour sauver Gotham et y faire régner l'ordre, Bruce Wayne profite d'une retraite paisible loin de la ville, avec Selina Kyle, mettant à mal l'idée de Rachel selon laquelle Gotham ne pourrait se passer de lui.

## Création du personnage
Elle est l'une des assistantes du procureur. D'abord interprétée par Katie Holmes, elle sera remplacée par l'actrice Maggie Gyllenhaal dans la suite du film, The Dark Knight : Le Chevalier noir. Ce personnage a été totalement inventé pour les besoins du scénario : fournir une petite amie fixe à Bruce Wayne.

## Œuvres où le personnage apparaît

### Cinéma
- Batman Begins (2005) de Christopher Nolan avec Katie Holmes (VF : Alexandra Garijo) et Emma Lockhart (en) (Rachel à l'âge de 8 ans)
- The Dark Knight : Le Chevalier noir (The Dark Knight, 2008) de Christopher Nolan avec Maggie Gyllenhaal (VF : Nathalie Bienaimé)